# Georg Pauli
Georg Vilhelm Pauli (* 2. Juli 1855 in Jönköping; † 28. November 1935 in Stockholm) war ein schwedischer Maler.

## Leben

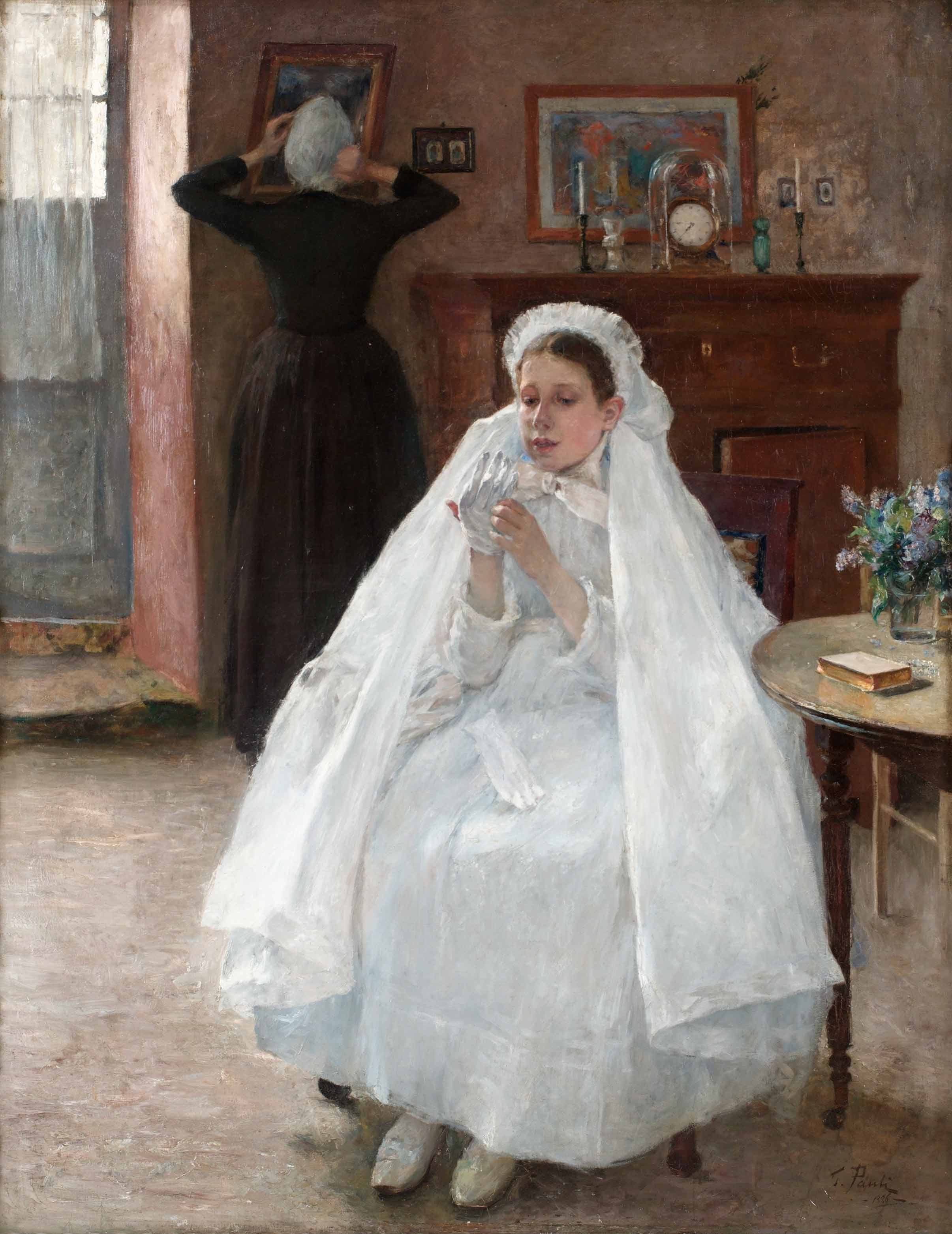
Georg Pauli: Französische Konfirmation

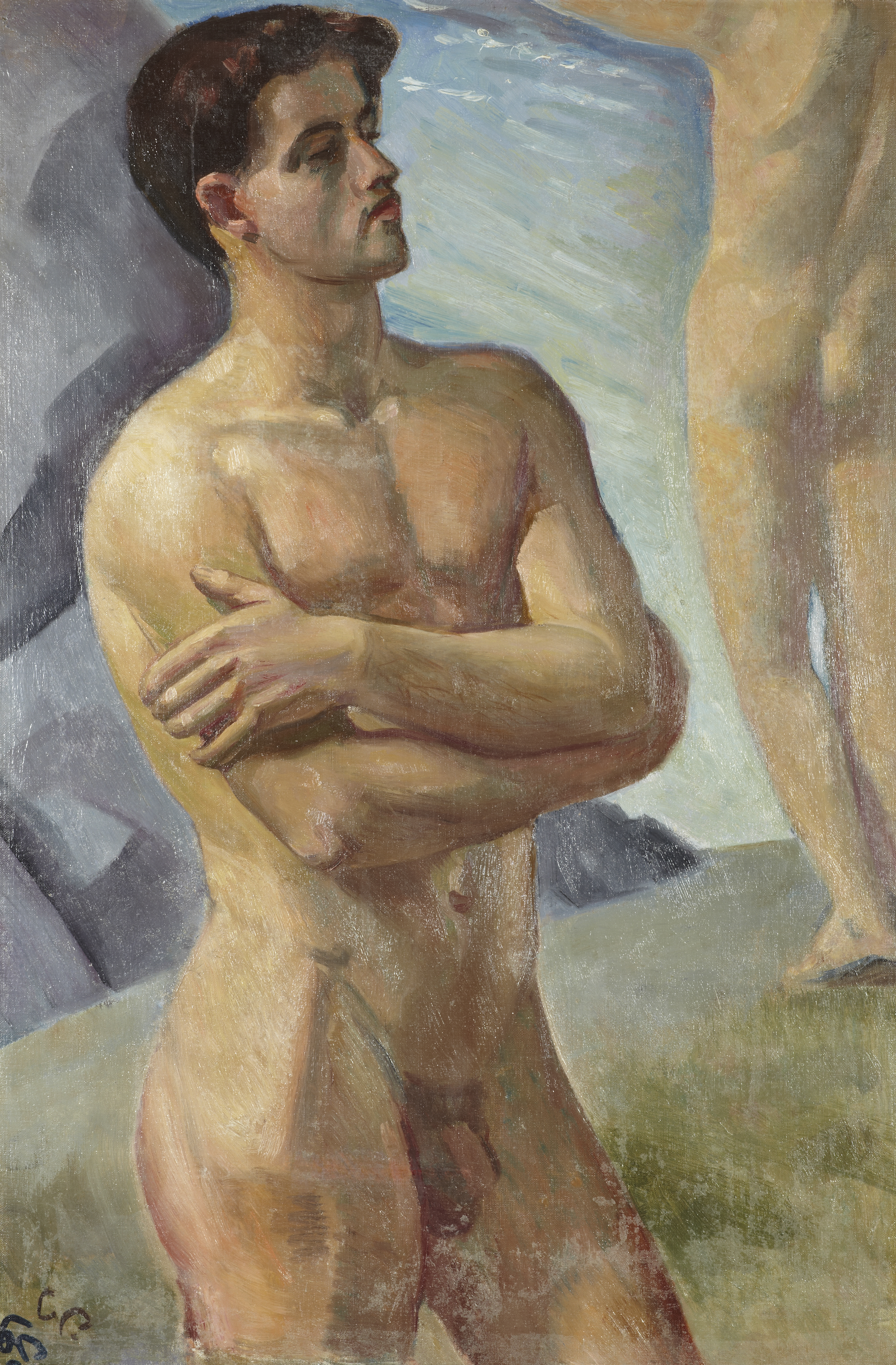
Georg Pauli: Badender Mann

Pauli studierte von 1872 bis 1875 an der Königlichen Kunstakademie in Stockholm und führte mehrere Studienreisen nach Paris und Italien durch. 1887 heiratete er die Künstlerin Hanna Hirsch. Von 1893 bis 1897 war er Leiter der Zeichner- und Malerschule am Göteborger Museum und anschließend verbrachte er wieder ein Jahr in Italien. Ab 1905 wohnte Pauli in Nacka bei Stockholm, doch die Winterzeit verbrachte er meist in Frankreich.
Pauli gehörte zur Künstlergruppe Opponenterna, die eine Modernisierung der Ausbildung an der schwedischen Kunstakademie verlangte. Ab 1891 war er Mitglied des schwedischen Künstlerverbandes. Neben seiner Tätigkeit als Maler schrieb er kunsthistorische Aufsätze, die in Fachzeitschriften veröffentlicht wurden.
Pauli übernahm viele dekorative Aufträge und schuf so Fresken für Göteborgs altes Museum (Handel und Seefahrt, Wissenschaft und Kunst und Parnass – vollendet 1896) und verschiedene Lehreinrichtungen. In Jönköping gestaltete er kubistische Aktgemälde, womit er einer der ersten schwedischen Künstler war, die diesen Stil anwandten.

## Werke (Auswahl)
- Blumenmädchen (1878)
- Abendlektüre (in Paris geschaffene Studie einer lesenden Frau im Lampenlicht, 1884)
- Am Krankenbett (1885)
- Winterabend (Aussicht über Stockholms ström, 1889)
- Liebesinsel (Wandgemälde im persönlichen Atelier, 1891)
- Mittsommer (Fresko in einer Stockholmer Lehranstalt, Junge Mädchen schmücken einen Maibaum, 1900, geändert 1904)
- Stockholmsansichten (Hauptgebäude der Schwedischen Handelsbank, 1905)
- Gruppen mit bekannten Schauspielen (Buffet des Dramatischen Theaters, 1908)
- Kiruna, Jugendliche im Bad (1914)